# Elasmucha grisea
Espèce
Elasmucha grisea est une espèce d'insectes du sous-ordre des hétéroptères (punaises) de la famille des Acanthosomatidae.

## Répartition et habitat

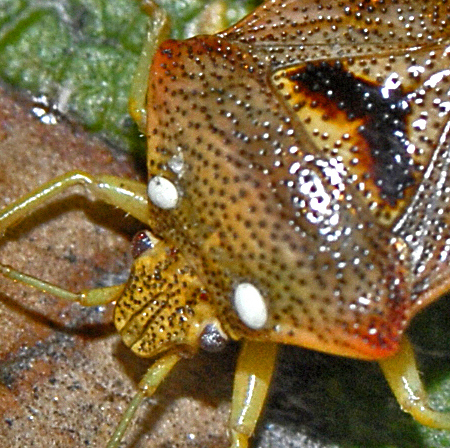
Œufs blancs d'un diptère tachinidé parasite sur Elasmucha grisea

Cette espèce a une répartition géographique large, s'étendant de l'Europe jusqu'aux côtes Pacifique en Sibérie. Commune en Europe, elle se fait plus rare en région méditerranéenne.
E. grisea est présente dans de nombreux habitats arborés. C'est une espèce arboricole qui affectionne les Betulaceae (bouleau, aulne, noisetier) mais également le charme, le chêne, le hêtre, le peuplier et les saules.

## Systématique
Elasmucha grisea a été décrit pour la première fois par le naturaliste suédois Carl von Linné en 1758, sous le protonyme de Cimex griseus.

### Sous-espèces
Selon BioLib (3 novembre 2019) :
- Elasmucha grisea cypria Josifov, 1971
- Elasmucha grisea eckerleini Josifov, 1971
- Elasmucha grisea grisea (Linnaeus, 1758)